# Горка Ленина
Горка Ленина — деревня в Рамешковском районе Тверской области.

## География
Находится в восточной части Тверской области на расстоянии приблизительно 3 км на восток-северо-восток от села Киверичи.

## История
Известна с 1859 года как русская помещичья деревня Горка с 12 дворами, в 1887 — 24 двора. В советское время работали колхоз «Красное Знамя», им. Менжинского, позднее АО «Агротверь». В 2001 году в деревне 8 домов постоянных жителей и 3 — собственность дачников. До 2021 входила в сельское поселение Киверичи Рамешковского района до их упразднения.

## Население
Численность населения: 107 человек (1859 год), 142 (1887), 10 (русские 100 %) в 2002 году, 9 в 2010.